# Welterbe in Litauen
Zum Welterbe in Litauen gehören (Stand 2023) fünf UNESCO-Welterbestätten, alles Stätten des Weltkulturerbes. Litauen hat die Welterbekonvention 1992 ratifiziert, die erste Welterbestätte wurde 1994 in die Welterbeliste aufgenommen. Die bislang letzte Welterbestätte in Litauen wurde 2023 eingetragen.

## Welterbestätten
Die folgende Tabelle listet die UNESCO-Welterbestätten in Litauen in chronologischer Reihenfolge nach dem Jahr ihrer Aufnahme in die Welterbeliste (K – Kulturerbe, N – Naturerbe, K/N – gemischt, (G) – auf der Liste des gefährdeten Welterbes).
| Bild             | Bezeichnung                                                             | Jahr | Typ | Ref. | Beschreibung |
| ---------------- | ----------------------------------------------------------------------- | ---- | --- | ---- | --- |
| (weitere Bilder) | Historisches Zentrum von Vilnius (Lage)                                 | 1994 | K   | 541  | Die Altstadt von Vilnius ist durch zahlreiche Barockbauten italienischer Meister geprägt. Herausragend sind die zahlreichen katholischen Kirchen im „Rom des Ostens“. |
| (weitere Bilder) | Kurische Nehrung (Lage)                                                 | 2000 | K   | 994  | (grenzübergreifend mit Russland) Die Kurische Nehrung ist ein langer schmaler Landstreifen, der das Kurische Haff bis auf einen schmalen Durchgang von der Ostsee abtrennt. Die Nehrung war bis 1918/1945 Teil Ostpreußens. Heute gehört der nördliche Teil zu Litauen, der südliche zur Oblast Kaliningrad (Russland). Es handelt sich um eine für Europa einmalige Landschaft mit großen Wanderdünen. |
| (weitere Bilder) | Archäologische Stätte Kernavė (Kulturreservat Kernavė) (Lage)           | 2004 | K   | 1137 | Im 13. Jahrhundert war Kernavė eine feudale Stadt mit fünf Wehrburgen. Heute sind von den vorgeschichtlichen Burgen nur noch Hügel übrig. |
| (weitere Bilder) | Struve-Bogen                                                            | 2005 | K   | 1137 | Umfasst 34 besonders markierte geodätische Messpunkte entlang des Struve-Bogens in Estland, Finnland, Lettland, Litauen, Republik Moldau, Norwegen, Russland, Schweden, der Ukraine und Weißrussland. In Litauen umfassen diese: - Karischki (Lage) - Meschkanzi (Lage) - Beresnäki (Lage) |
| (weitere Bilder) | Das modernistische Kaunas: Architektur des Optimismus, 1919–1939 (Lage) | 2023 | K   | 1661 | In der Zeit zwischen den beiden Weltkriegen war Kaunas die Hauptstadt Litauens. In dieser Zeit entstanden viele moderne Bauten, die das Stadtbild bis heute prägen. |

## Tentativliste
In der Tentativliste sind die Stätten eingetragen, die für eine Nominierung zur Aufnahme in die Welterbeliste vorgesehen sind.

### Aktuelle Welterbekandidaten
Derzeit (2023) ist eine Stätte in der Tentativliste von Litauen eingetragen. Die folgende Tabelle listet die Stätten in chronologischer Reihenfolge nach dem Jahr ihrer Aufnahme in die Tentativliste.
| Bild             | Bezeichnung                | Jahr | Typ | Ref. | Beschreibung |
| ---------------- | -------------------------- | ---- | --- | ---- | ------------ |
| (weitere Bilder) | Nationalpark Trakai (Lage) | 2003 | K/N | 1821 |              |

### Ehemalige Welterbekandidaten
Diese Stätten standen früher auf der Tentativliste, wurden jedoch wieder zurückgezogen oder von der UNESCO abgelehnt. Stätten, die in anderen Einträgen auf der Tentativliste enthalten oder Bestandteile von Welterbestätten sind, werden hier nicht berücksichtigt.
| Bild             | Bezeichnung          | Jahr      | Typ | Ref. | Beschreibung |
| ---------------- | -------------------- | --------- | --- | ---- | ------------ |
| (weitere Bilder) | Dorf Zervynos (Lage) | 1993-2003 | K   |      |              |